# Parafia Najświętszego Serca Jezusowego w Jesyku
Parafia Najświętszego Serca Jezusowego w Jesyku – parafia rzymskokatolicka, terytorialnie i administracyjnie należąca do diecezji Świętej Trójcy w Ałmaty. W parafii posługują księża księża diecezjalni. Według stanu na marzec 2024 proboszczem parafii był ks. Szymon Grzywiński.